# Buday Tamás
Buday Tamás (Budapest, 1952. július 5. – ) kétszeres olimpiai bronzérmes, négyszeres világbajnok magyar kenus, edző.

## Pályafutása
A budapesti Piarista Gimnáziumban érettségizett 1970-ben. Az 1976-os montréali olimpián C2 500 és C2 1000 méteren Frey Oszkár párjaként két bronzérmet szerzett. Négyszeres világbajnok. 1983-ban Vaskuti István mellett őt választották meg az év magyar kenusának. 1987-ben  családjával kiköltözött Kanadába, ahova az ottani kajak-kenú válogatott vezető edzőjének hívták, ma is – nyugdíjasként – ott él. Fiai közül Attila és Tamás szintén kenusok, háromszoros világbajnoki ezüstérmesek a kanadai válogatott tagjaiként.
2021 augusztusában Áder János köztársasági elnök – eredményes sportolói pályafutása, valamint a magyar–kanadai sportdiplomáciai kapcsolatok fejlesztésében, illetve a sportolók egymás iránti tiszteletre és megbecsülésre nevelésében vállalt szerepe elismeréseként – a Magyar Arany Érdemkeresztet adományozta neki.